# Port de la Creu de Perves
Der Port de la Creu de Perves oder Coll de la Creu de Perves ist eine 1334 Meter hohe Passstraße im spanischen Teil der Pyrenäen. Er befindet sich in Katalonien in der Provinz Lleida und verbindet über die N-260 die Gemeinde El Pont de Suert im Westen mit Senterada im Osten.

## Auffahrt
Die Westauffahrt von El Pont de Suert ist 14,3 Kilometer lang und weist eine durchschnittliche Steigung von 3,5 % auf. Auf den ersten fünf Kilometern verläuft die Auffahrt neben dem Riuet del Convent, wobei sie nur geringe Steigungsprozente von rund 2 % aufweist. Nach einem Abzweiger, der zu der kleinen Ortschaft Malpàs führt, nimmt die Steigung etwas zu und verläuft auf den nachfolgenden zwei Kilometern im Schnitt mit rund 7 %. Bei Viu de Llevata flacht die Straße rund vier Kilometer vor der Passhöhe erneut ab, ehe es leicht abschüssig weiter in Richtung Westen geht. Erst zwei Kilometer vor dem höchsten Punkt beginnt die Straße wieder zu steigen und führt mit rund 7 % auf die Passhöhe.
Die Ostauffahrt von Senterada ist 13,5 Kilometer lang und weist eine durchschnittliche Steigung von 4,5 % auf. Die ersten 7,5 Kilometer verlaufen auf geraden Straßen in einem engen Tal. Die Steigungsprozente liegen hier meist zwischen 2 und 4 %. Auf der Höhe der kleinen Ortschaft Xerallo verändert sich jedoch die Charakteristik des Anstiegs. Die letzten sechs Kilometer beinhalten zahlreiche Kehren und die Durchschnittssteigung steigt auf etwa 6,5 % an. Einzig bei Perves flacht die Straße dabei auf rund 5 % ab.

## Radsport
Die Vuelta a España führte im Jahr 1975 erstmals über den Port de la Creu de Perves. Damals wurde auf der 14. Etappe eine Bergwertung auf der Passhöhe abgenommen, wobei der Anstieg als Puerto de Ferbes bezeichnet wurde. Die Fahrer absolvierten dabei die Ostauffahrt von Senterada, die als Anstieg der 1. Kategorie klassifiziert wurde, ehe es über den Coll de l’Espina, Collado de Foradada und Puerto de Cotefablo zu einer Bergankunft nach Formigal ging. Als erster Fahrer erreichte der Spanier José Luis Abilleira den Pass des Port de la Creu de Perves.
Bei der zweiten Überquerung im Jahr 1985 wurde erstmals die Westauffahrt genutzt, wobei der Anstieg kurz vor dem Ziel in Tremp passiert wurde. Die Auffahrt wurde jedoch in zwei Bergwertungen unterteilt. Zunächst wurde in Viu de Llevata unter dem Namen Coll de Viu eine Bergwertung der 2. Kategorie abgenommen, ehe die letzten zwei Kilometer des Port de la Creu de Perves als Bergwertung der 3. Kategorie klassifiziert wurden. Bei allen nachfolgenden Überquerungen galt der Port de la Creu de Perves als Bergwertung der 2. Kategorie, wobei er meist von der östlichen Seite befahren wurde.
Im Rahmen der Vuelta a España 2025 soll die Ostauffahrt auf der 7. Etappe überquert werden. Im Anschluss geht es über den Coll de l’Espina zu einer Bergankunft auf der Alto del Ampriu. Auf dem Port de la Creu de Perves wird erneut eine Bergwertung der 2. Kategorie abgenommen.
| Jahr | Etappe     | Bergwertung  | Fahrer              | Auffahrt |
| ---- | ---------- | ------------ | ------------------- | -------- |
| 1975 | 14. Etappe | 1. Kategorie | José Luis Abilleira | Ost      |
| 1985 | 10. Etappe | 3. Kategorie | Álvaro Pino         | West     |
| 1987 | 07. Etappe | 2. Kategorie | Guido Van Calster   | Ost      |
| 1988 | 14. Etappe | 2. Kategorie | Rodolfo Massi       | West     |
| 1993 | 11. Etappe | 2. Kategorie | Ángel Edo           | Ost      |
| 1994 | 11. Etappe | 2. Kategorie | Michele Coppolillo  | Ost      |
| 1998 | 11. Etappe | 2. Kategorie | Iñigo Cuesta        | Ost      |
| 2005 | 11. Etappe | 2. Kategorie | Staf Scheirlinckx   | Ost      |
| 2007 | 10. Etappe | 2. Kategorie | Jurgen Van Goolen   | West     |
| 2025 | 07. Etappe | 2. Kategorie |                     | Ost      |